# 로랑 코시엘니
로랑 코시엘니(프랑스어: Laurent Koscielny, 1985년 9월 10일 ~ )는 폴란드계 프랑스의 전 축구 선수이다. 포지션은 중앙 수비수이나 오른쪽 수비수 역시 가능하다. 코시엘니는 프랑스 튈이라는 도시에서 태어나 유소년 구단에서 축구를 시작했다. 프로로 데뷔한 곳은 2001년 북서부 프랑스 브르타뉴 주의 프로 구단 갱강에서다. 2007년 프랑스 3부리그 소속의 투르 FC로 이적해 팀을 2부 리그로 승격시키는데 공헌한다. 이 때의 활약으로 2009년 6월 16일 1부 리그로 승격되는 FC 로리앙과 170만 유로의 이적료로 4년 계약을 맺는다. 그의 활약을 눈여겨본 아스날의 감독 아르센 벵거는 2010년 7월 7일 코시엘니를 아스날로 이적시킨다. 아스날에서의 등번호는 6번이다. 2011년 2월 4일 프랑스 국가대표팀에 소집되었다. 2013년 1월 1일 사우스햄튼과 1:1로 비긴 경기에서 아스날에서의 100번째 출장기록을 세웠다.

## 클럽 경력

### EA 갱강
코시엘니는 EA 갱강에서 선수 생활을 시작하였다. 2004년에서 2007년까지 뛰었으며 주로 라이트 백으로 출전하였다.

### 투르 FC
2007년에 코시엘니는 투르 FC에 입단하였다. 2008-09 시즌에 코시엘니는 34경기에 출전하였고, 다섯 골을 기록하였다. 그 활약으로 2008-09 시즌 2부 리그에서 베스트 일레븐에 뽑히기도 하였다.

### FC 로리앙
2009년 6월 16일, 코시엘니는 1부 리그 클럽인 FC 로리앙과 계약하였다. 로리앙에서의 첫 시즌에 35경기에 출전해 세 골을 넣었다. 그는 FC 지롱댕 드 보르도 전에서 11분 골을 넣기도 하였다. 그러나 이후 아스날시절 팀 동료가 되었던 마루안 샤마크에 대한 페널티 박스에서의 반칙으로 15분에 퇴장을 당하고 말았다. 이 시즌 FC 로리앙은 1부 리그 7위로 시즌을 마쳤는데 이는 팀 역사상 가장 좋은 성적이다.

### 아스널 FC
2010년 여름 이적 시즌에 아스널 FC가 그를 영입한다는 소문이 돌았다. 2010년 7월 5일에 프랑스의 한 신문사는 코시엘니가 아스널의 2군, 유소년과 트레이닝을 하고 있다고 밝혔다. 마침내 2010년 7월 7일, 코시엘니는 풀럼 FC로 이적한 필리페 센데로스가 달던 6번 셔츠를 입게 되었다. 코시엘니는 7월 중 열린 바넷과의 친선 경기에서 데뷔전을 치렀다. 그 후 8월 15일, 잉글랜드 프리미어리그 리버풀 FC와의 개막 원정 경기에서 선발 출전을 하며 데뷔전을 가졌으며, 이 경기에서 전반 종료 직전 조 콜의 태클로 조 콜은 퇴장을 당하였고, 그는 경기장 밖으로 실려 나갔으나 큰 부상없이 후반에 출전하였다. 그러나 그 역시 경고 누적으로 후반 종료 직전 퇴장을 당하였다. 아스날에서의 데뷔 골은 2010년 9월 11일 볼튼에게 4:1로 승리한 경기에서 나왔다. 유럽 무대에서의 데뷔는 2010년 9월 15일 6:0으로 승리한 브라가와의 홈경기에서 있었다.
이후 주전으로 자리잡은 뒤 FA컵 결승전에서 골을 넣어 아스날을 2015년 FA컵 우승으로 이끌었다. 아스날의 레전드로 남는 듯하였으나, 감독과의 불화 등으로 인하여 훈련에 불참하는 등, 안 좋은 모습을 보이다가 결국 보르도로 이적하게 된다. 그 과정에서 유니폼을 벗는 행위를 담은 영상을 게시하여 아스날 팬들의 빈축을 사기도 하였다.

### 지롱댕 드 보르도
2019년 8월 6일, 보르도로 이적했다.